# Любомир Нейков
Любомир Иванов Нейков е български актьор и продуцент.

## Биография и творчество
Любомир Нейков е роден на 7 февруари 1972 г. в Червен бряг. Завършва Техникум по електротехника в Червен бряг, а след това НАТФИЗ през 1998 г. в класа по куклено актьорско майсторство на проф. Румен Рачев. От 1998 до 2006 работи в „Хъшове“, „Шоуто на Слави“ и в театрална формация Мелпомена. В „Шоуто на Слави“ Любомир Нейков изпълнява едни от най-успешните, правени от български актьор, имитации на реални личности (например Бойко Борисов, Иван Костов и др.) – мъже и жени.
През септември 2006 г., заедно с Евтим Милошев, основава продуцентска компания „Дрийм Тийм Прадакшънс“.
През 2007 г. заедно със своите колеги Христо Гърбов, Руслан Мъйнов и Кръстю Лафазанов създава първото и единствено по рода си авторско комедийно предаване в българския телевизионен ефир „Комиците“. Компанията реализира и най-хитовият сериал в България – „Столичани в повече“, който отбелязва рекордна гледаемост, достигаща до 2.2 милиона зрители на епизод.
За деветгодишната си история „Дрийм Тийм Прадакшънс“ е натрупала опит в продуциране на предаванията „Нека говорят“, пет сезона на един от най-успешните риалити формати в света — Сървайвър”, специализираните предавания „Операция Слава“, „Урок по Родолюбие“ и „Българските следи“ и др.
Ръководената от Любомир Нейков продуцентска компания успешно продуцира и два театрални проекти, като илюзионния спектакъл „Магията на Ненчо“, който се играе на сцената на Театъра на българската армия и „Скакалци“ на Ст. Л. Костов на сцената на Държавен сатиричен театър.
За реализацията на спектакъла „Магията на Ненчо“, през 2008 г. Любомир Нейков купува целия реквизит, албуми със снимки, костюми и касети със записи от представления на илюзиониста Орфи.
Любомир Нейков е сред най-предпочитаните и търсени лица на българския рекламен пазар. През годините участва в заснемането на рекламни клипове за едни от най-големите рекламни брандове в България.
Жени се през 1998 г. На 20 февруари 2011 г. се ражда първата му дъщеря Анна.

## Роли
- Юра Мезозойски
- Бойко Борисов (сатирично превъплъщение на Бойко Борисов)
- Ем Си Фараона
- Иван Костов (сатирично превъплъщение на Иван Костов)
- Мутрата Здравко
- Христо Ботев
- Кмет Борис от село Бойково
- Ромът Дениров (сатирично превъплъщение на Робърт Де Ниро)
- Ванката
- Светльо Петров (сатирично превъплъщение на Светла Петрова)
- Белото Боро
- Ани Сандалич (сатирично превъплъщение на Ани Салич)
- Ненка
- Баба Яга
- Яначков (Скакалци на Ст. Л. Костов, продуцент: Дрийм Тийм Прадакшънс)
- Поп Стайко (Вражалец на Ст. Л. Костов, продуцент: Театрална формация „Мелпомена“)
- Големанов, (Големанов на Ст. Л. Костов, продуцент: Театрална формация „Мелпомена“)
- Исай (Януари на Й. Радичков, продуцент: Театрална формация „Мелпомена“)
- Драгалевски (Двубой на И. Вазов, продуцент: Театрална формация „Мелпомена“)
- Пипи дългото коремче (Комиците)

## Филмография
| Година    | Филми и Сериали      | Серии | Копродукции                                                                | Роля                                   |
| --------- | -------------------- | ----- | -------------------------------------------------------------------------- | -------------------------------------- |
| 2023      | Блок                 |       |                                                                            | Вуйчото                                |
| 2022      | Принцесата           |       |                                                                            | Свещеникът                             |
| 2021      | Откраднат живот      |       |                                                                            | Димов                                  |
| 2019      | Ятаган               |       |                                                                            | Мулах Ибрахим                          |
| 2019      | Рамбо: Последна кръв |       |                                                                            |                                        |
| 2016      | Христо (филм)        |       |                                                                            | Собстреникът на цеха                   |
| 2014      | Прелюбодеяние        |       |                                                                            | г-н Пандзис                            |
| 2013      | Вангелия             | 12    | Русия / Украйна / Беларус / България                                       | Васил                                  |
| 2011-2019 | Столичани в повече   | 170   |                                                                            | Рангел Чеканов                         |
| 2010      | Мисия Лондон         |       | България / Великобритания / Унгария / Северна Македония / Швеция / Австрия | Коста Баничаров, готвач на посолството |
| 2008      | Корпорация Война     |       | САЩ                                                                        | Омар Шариф                             |
| 2006      | Разследване          |       |                                                                            | Управител на гараж                     |
| 2004      | Спартак              |       | САЩ                                                                        | Готвачът във вилата на Лентул Батиат   |
| 2001      | Коледата е възможна  |       |                                                                            | Дядо Коледа                            |

## Кариера на озвучаващ актьор
Нейков участва в озвучаването в дублажите на анимационни филми и сериали в края на 90-те години до 2016 г.
| Година       | Филми/Сериали          | Роля    | Дублажно студио       |
| ------------ | ---------------------- | ------- | --------------------- |
| 90-те години | Фантастичната четворка | Нещото  | Нова телевизия        |
| 2003         | Братът на мечката      | Хруп    | Доли Медия Студио     |
| 2004         | Гарфилд                | Гарфилд | Александра Аудио      |
| 2006         | Гарфилд 2              | Гарфилд | Александра Аудио      |
| 2016         | Търсенето на Дори      | Флюк    | Доли Медия Студио     |
| 2024         | Гарфилд: Филмът        | Гарфилд | BTV comedy (Комиците) |